# Сады луны
Сады луны (англ. Gardens of the Moon) — роман в жанре фэнтези канадского писателя Стивена Эриксона, первая книга в серии «Малазанская книга павших».

## Сюжет
Малазанская империя завоёвывает континент за континентом. Император Келланвед убит, но погубившая его незаметная сотрудница секретных служб восходит на трон под именем императрицы Ласин и продолжает войну. На континенте Генабакис самая завидная добыча для Империи — Даруджистан, сказочный «город синих огней». Кажется, ещё немного — и правители города уступят давлению малазанцев. Однако в самой малазанской армии не всё спокойно. Элитное подразделение Сжигателей мостов не может примириться с уничтожением бывших друзей Императора. Попавший в немилость главнокомандующий готов взбунтоваться, а вместе с ним — и вся армия. Чистка среди армейских магов может привести к непредсказуемым последствиям.
Кроме того, в игру вступают и другие силы: против Империи воюет Аномандер Рейк, повелитель летающей крепости «Семя Луны» (англ. Moon's Spawn) и лидер расы Тисте Анди, а боги Дома теней овладевают душой юной девушки и заставляют её вступить в ряды малазанской армии…

## Время в романе
В романах С. Эриксона фигурирует много различных рас и народов со своими системами летосчисления. С некоторыми из них мы знакомимся в этой книге. По собственно малазанскому календарю действие пролога происходит в 1154 год Сна Бёрн (богини земли), который одновременно является 96 годом Малазанской империи. События первой главы имеют место семь лет спустя (1161 год), а основное действие романа разворачивается ещё через два года (1163 год, 105 год Империи, девятый год правления императрицы Ласин).
Город Даруджистан пользуется системой счисления лет, которая определяется с помощью каменного круга, известного, как Круг Веков: он был сделан несколько столетий назад путешественником по имени Икарий. По этой системе действие романа происходит в год Пяти Клыков; в последней части «Садов луны» описан новогодний праздник: год Пяти Клыков должен смениться годом Лунных Слёз.